# Lightning Jack
Lightning Jack amerikansk/australisk film från 1994 med regi av Simon Wincer och manus av Paul Hogan.
Filmen handlar om australiern Lighting Jack Kane (Paul Hogan) som är en traditionell mästerbankrånare i vilda västern och dennes följeslagare, den stumme Ben Doyle (Cuba Gooding Jr).